# 안혜인
안혜인(1995년 10월 16일~)은 대한민국의 여자 축구 선수로 포지션은 수비수이다.

## 학력
- 충남인터넷고등학교졸업
- 위덕대학교 졸업

## 선수 경력
- 2018년 4월 기준

### 국가대표팀
- 2013년 AFC U-19 여자 챔피언십 국가대표
- 2014년 FIFA U-20 여자 월드컵 국가대표
- 2014년 키프로스컵 국가대표
- 2014년 AFC 여자 아시안컵 국가대표
- 2015년 EAFF 여자 동아시안컵 국가대표
- 2015년 하계 유니버시아드 국가대표
- 2017년 하계 유니버시아드 국가대표

### 클럽
| 클럽     | 시즌 | WK리그 | WK리그 |
| 클럽     | 시즌 | 출장   | 득점   |
| -------- | ---- | ------ | ------ |
| 이천대교 | 2016 | 1      | 0      |
| 이천대교 | 2017 | 5      | 0      |
| 창녕 WFC | 2018 | -      | -      |
| 통산     | 통산 | 6      | 0      |